# Гаццоли, Луиджи
Луиджи Гаццоли (итал. Luigi Gazzoli; 4 мая 1735, Терни, Папская область — 23 января 1809, Рим, Папская область) — итальянский куриальный кардинал. Генеральный аудитор Апостольской Палаты с 1801 по 1803. Кардинал in pectore с 16 мая 1803 по 11 июля 1803. Кардинал-дьякон с 11 июля 1803, с титулярной диаконией Сант-Адриано-аль-Форо с 26 сентября 1803 по 23 января 1809.